# Monumento a Yuri Gagarin
O monumento a Yuri Gagarin ( em russo:  Памятник Гагарину) é um monumento erguido em 1980, em Moscou, Rússia, para comemorar o cosmonauta Yuri Gagarin.

## Descrição
O monumento está localizado no sudoeste de Moscou na Praça Gagarin e na Avenida Lenin. 
A obra representa o cosmonauta soviético Yuri Gagarin, o primeiro homem a ir para o espaço, em 12 de abril de 1961, com o corpo ereto e os braços esticados, como se ele estivesse no ar. A estátua mede 12,5 metros e está sobre um pedestal simbolizando um foguete. A altura total é 42,5 metros. O material utilizado foi o titânio, usado em naves espaciais.
Ao pé do monumento há uma réplica da cápsula espacial Vostok 1, na qual Gagarin fez o seu voo.

## História
O monumento foi projetado tendo em vista os Jogos olímpicos de verão de 1980, realizados em Moscou. Ele é projetado pelo escultor Pavel Ivanovitch Bondarenko, os arquitetos Iakov Bielopolski e F. M. Gajevsky e o designer A. F. Sudakov.
A construção iniciou-se em 1979. Foram necessários 238 elementos, parafusados e soldados. É o primeiro monumento de grandes dimensões feitas de titânio.
O monumento foi inaugurado em 4 de julho de 1980.